# Goal II: Living the Dream
Goal! 2: Living the Dream... (¡Goool! 2: Viviendo el sueño en España y Gol 2 en Argentina y Chile) es la segunda parte de la película de fútbol de la trilogía Goal!, fue estrenada el 9 de febrero de 2007 en el Reino Unido y luego estrenada el 8 de abril de 2008 en Estados Unidos.

## Viviendo el sueño
La película comienza al principio de la temporada 2005/2006. Barcelona derrota al Real Madrid por tres goles en el Bernabéu, y Gavin Harris realiza un mal partido.
Santiago Muñez, excompañero y amigo de Harris, ha atraído el interés del Real Madrid después de sus grandes actuaciones en Newcastle y es contratado en la fecha límite de los fichajes. Santi se muda con su prometida Roz Harrison y se establecen para casarse. Él hace su debut en un partido contra el equipo griego Olympiakos. Con el marcador empatado a 0, sale del banquillo y anota un gol con una fantástica volea para deleite de los aficionados. 
Mientras tanto, transcurre el tiempo, Santi continua haciendo goles para el Madrid, y llega a ser llamado el "super sustituto", a su vez, su amigo Gavin Harris tiene una mala racha y no ha conseguido anotar  goles en 14 partidos, racha que rompe en un partido ante el Valencia CF. 
En su vida personal, Santiago tiene problemas, en España, se entera que su madre, Rosa, de la que no sabe nada desde su infancia, reside también en Madrid, e incluso tuvo otro hijo: Enrique. En su relación amorosa las cosas también se complican: Jordana García, una presentadora de T/V, aparece en la vida de Santi y la prensa publica fotografías de ambos juntos, destruyendo su relación con Roz, las dificultades de Santi continúan hasta que vuelve a unirse con su familia, aunque en su relación no sucede lo mismo. 
El Real Madrid llega a la final de la Champions league, Santiago y Harris se convierten en héroes junto a David Beckham logrando que el Real Madrid se lleve la orejona, celebrada en el Bernabéu con 3 goles en 6 minutos, derrotando al Arsenal de Harper y Henry por 3-2.

## Reparto
- Kuno Becker - Santiago Múñez
- Alessandro Nivola - Gavin Harris
- Anna Friel - Roz Harmison
- Stephen Dillane - Glen Foy
- Rutger Hauer - Rudi Van Der Merwe
- Nick Cannon - TJ Harper (Jugador del Arsenal FC)
- Frances Barber - Carol Harmison
- Miriam Colón - Mercedes
- Sean Pertwee - Barry
- Elizabeth Peña - Rosa Maria
- Carmelo Gómez - Burruchaga
- Leonor Varela - Jordana García
- Alejandro Tapia - Julio
- Verónica Galán - Chica 1
- Jorge Jurado - Enrique

## Cameo y apariciones
Muchos jugadores del pasado y presente Real Madrid se interpretan a sí mismos, al igual que el presidente.
- David Beckham
- Júlio Baptista
- Emilio Butragueño
- Iker Casillas
- Thomas Gravesen
- Guti
- Iván Helguera
- Francisco Pavón
- Florentino Pérez
- Sergio Ramos
- Raúl
- Robinho
- Ronaldo
- Míchel Salgado
- Jonathan Woodgate
- Zinedine Zidane
- Carlos Diogo
- Roberto Carlos
- Steve McManaman
- Alfredo di Stéfano
- Pablo Gabriel García
- Cicinho

## Cameos de algunos jugadores de distintos equipos
- Lionel Messi
- Ronaldinho
- Samuel Eto'o
- Carles Puyol
- Rafael Márquez
- Víctor Valdés
- Cesc Fàbregas
- Fredrik Ljungberg
- Robert Pirès
- Thierry Henry
- José Antonio Reyes
- Aliaksandr Hleb
- Jens Lehmann
- Shay Given
- Juninho Pernambucano
- Mark González
- Grégory Coupet
- Vicente
- Santiago Cañizares
- Per Ciljan Skjelbred
- Steffen Iversen
- Espen Johnsen
- Christer Basma
- Predrag Đorđević
- Stefano Farina
- Robin Van Persie

## Banda sonora
- Here Without You - 3 Doors Down
- Feeling a Moment - Feeder
- Bright Idea - Orson
- No Tomorrow - Orson
- Ave Maria - Britten Sinfonía, Ivor Bolton & Lesley Garrett
- La Camisa Negra - Juanes
- I Like the Way (You Move) - BodyRockers
- Esto Es Pa Ti - Santa Fe
- Nothing - 'A'
- Letting the Cables Sleep - Bush
- Friday Friday - Boy Kill Boy

## Curiosidades
- El apodo Super suplente dado a Santiago fue una vez el apodo oficial de David Fairclough que ganó los partidos decisivos de Liverpool FC como un sustituto, y también del exjugador del Manchester United Ole Gunnar Solskjaer.
- En la escena final, en el vestuario se ve una imagen de Michael Owen en el armario, aunque el Real Madrid le ha vendido al comienzo de la película.
- En la película, el Real Madrid ganó la Liga de Campeones remontando en los minutos finales del partido, de la misma manera que hizo el Manchester United cuando ganó la copa en 1999. Curiosamente, David Beckham también jugó esa final.
- En la Final de la Liga de Campeones de la UEFA 2013-14 el Real Madrid empató el partido también en los minutos finales.
- Además, en la película, el Real Madrid remonta la final de la Champions League de 2006 al Arsenal cuando en la realidad fue el FC Barcelona quien remontó la final de la Champions League de 2006 al Arsenal.
- En relación con lo anterior, el Madrid quedó fuera de la Champions League 2005-06 en octavos de final. En el Santiago Bernabéu terminó 0-1 favor Arsenal y 0-0 en Londres.
- Durante la película, cuando el Real Madrid juega contra el Arsenal, algunas de las escenas fueron tomadas del partido verdadero.
- Hughie McGowan (Kieran O'Brien) hace un cameo durante el medio tiempo del último partido entre el Real Madrid y el Arsenal.
- Santiago conduce un Audi A8 y un Lamborghini Gallardo Spyder en la película.
- La final se jugó en el Bernabéu, este estadio es la casa del Real Madrid.
- 5 años después ya no existe el edificio del bar donde tiene lugar un importante encuentro para Santiago en Madrid, pero este aún puede verse en Streetview. Estaba situado en el barrio madrileño de Puente de Vallecas, habiéndose rodado las escenas interiores en el bar real que existía en dicha ubicación. Asimismo el campo de tierra situado detrás del edificio también aparece en varias escenas, una de ellas cuando Santiago juega un pequeño partido con unos niños.